# Giulietta dels esperits
Giulietta dels esperits (títol original en italià: Giulietta degli spiriti) és una pel·lícula franco-italiana-alemanya dirigida per Federico Fellini i estrenada el 1965. Ha estat doblada al català.

## Argument
Giulietta, passada la quarantena, porta una vida de mestressa de casa conformista al si de la burgesia italiana. Sempre ha estat enamorada del seu marit però aquest l'abandona, multiplicant les excuses per escapar-se. Els indicis de la seva infidelitat es multipliquen. Seguint els consells de la seva germana, Giulietta contracta un detectiu privat. Coneix paral·lelament Suzy, una veïna que la fa entrar en un món oníric i fantasmagòric, fins al punt que la frontera de la realitat arriba a desaparèixer...

## Repartiment
- Giulietta Masina: Giulietta
- Mario Pisu: Giorgio, el marit
- Sandra Milo: Suzy, Iris i Fanny
- Valentina Cortese: Valentina
- José Luis de Vilallonga: l'amic de Giorgio
- Sylva Koscina: la germana de Giulietta
- Valeska Gert
- Lou Gilbert: el vell
- Caterina Boratto: la mare de Giulietta
- Luisa Della Noce: Adèle
- Silvana Jachino: Dolores
- Waleska Gert: Bhishma
- Friedrich von Ledebur

## Al voltant de la pel·lícula
- Després d'haver dirigit cinc vegades durant els anys 1950 a Luci del varietà, Lo sceicco bianco, La strada, La trampa i Le notti di Cabiria, és l'única vegada en els anys 1960 que Fellini col·loca davant la càmera la seva esposa Giuletta Masina. Caldrà esperar 20 anys abans de la següent vegada, i última, a Ginger i Fred (1986).
- Federico Fellini ha pretès haver pres LSD per preparar el seu film.[3]

| « | El realisme és una mala paraula. En cert sentit, tot és realista. Veig malament la frontera de l'imaginari i de la realitat. Veig molta realitat en l'imaginari. No em sento encarregat de posar ordre en tot això, en un pla racional. Sóc indefinidament capaç d'admirar-me, i no veig per què hauria de col·locar una reixa pseudoracional devant aquesta admiració. | » |

## Premis i nominacions

### Premis
- 1965: New York Film Critics Circle: millor film en idioma estranger
- 1966: Ruban d'argent
  - Gianni Di Venanzo, millor fotografia en color
  - Piero Gherardi, millor direcció artística
  - Sandra Milo, millor actriu secundària
- 1966: Globus d'Or a la millor pel·lícula estrangera
- 1966: National Board of Review: millor film en idioma estranger
- 1967: Premi Sant Jordi de cinema: millor pel·lícula estrangera

### Nominacions
- 1967: Oscar a la millor direcció artística per Piero Gherardi
- 1967: Oscar al millor vestuari per Piero Gherardi